# Комсомольское (Сарыкольский район)
Ырыстомар (каз. Ырыстомар) — село в Сарыкольском районе Костанайской области Казахстана. Административный центр Ырыстомарского сельского округа. Село расположено к северо-востоку от села Соналы и примерно к 40 километрах к востоку от районного центра — поселка Сарыколь. Код КАТО — 396239100.
Территория села Комсомольское составляет 7 кв.км, численность населения — 1914 человек.
Село было основано в рамках освоения целины весной 1954 года.

## Население
В 1999 году население села составляло 1143 человека (580 мужчин и 563 женщины). По данным переписи 2009 года, в селе проживали 943 человека (478 мужчин и 465 женщин).

## Образование и культура
В советское время были построены Комсомольская средняя школа, находящаяся в центре села, и Дом Культуры. Здание последнего в настоящее время разрушено.
В 2014 году была построена Врачебная амбулатория. В 2020 году был проведен косметический ремонт Комсомольской средней школы.

## СМИ и коммуникации
В Ырыстомарском сельском округе находится вышка сотовой связи. Однако она работает только для абонентов Beeline.
На село Ырыстомар вещают несколько государственных каналов — Казахстан и Хабар, а также Казахстан-Костанай.
Радиовещание не ведется.